# Gouillons
Gouillons ist eine französische Gemeinde mit 337 Einwohnern (Stand: 1. Januar 2022) im Département Eure-et-Loir in der Region Centre-Val de Loire. Sie gehört zum Arrondissement Chartres und ist Mitglied im Gemeindeverband Communauté de communes Cœur de Beauce. Die Einwohner werden Gouillonnais und Gouillonnaises genannt.

## Geographie
Gouillons liegt etwa 29 Kilometer ostsüdöstlich von Chartres. Umgeben wird Gouillons von den Nachbargemeinden Mondonville-Saint-Jean im Nordwesten und Norden, Léthuin im Norden und Nordosten, Châtenay im Nordosten und Osten, Baudreville im Osten und Südosten, Levesville-la-Chenard im Süden sowie Louville-la-Chenard im Südwesten und Westen.

## Bevölkerungsentwicklung
| Jahr                       | 1962 | 1968 | 1975 | 1982 | 1990 | 1999 | 2006 | 2020 |
| Einwohner                  | 238  | 223  | 224  | 211  | 305  | 317  | 338  | 341  |
| Quellen: Cassini und INSEE |      |      |      |      |      |      |      |      |

## Sehenswürdigkeiten

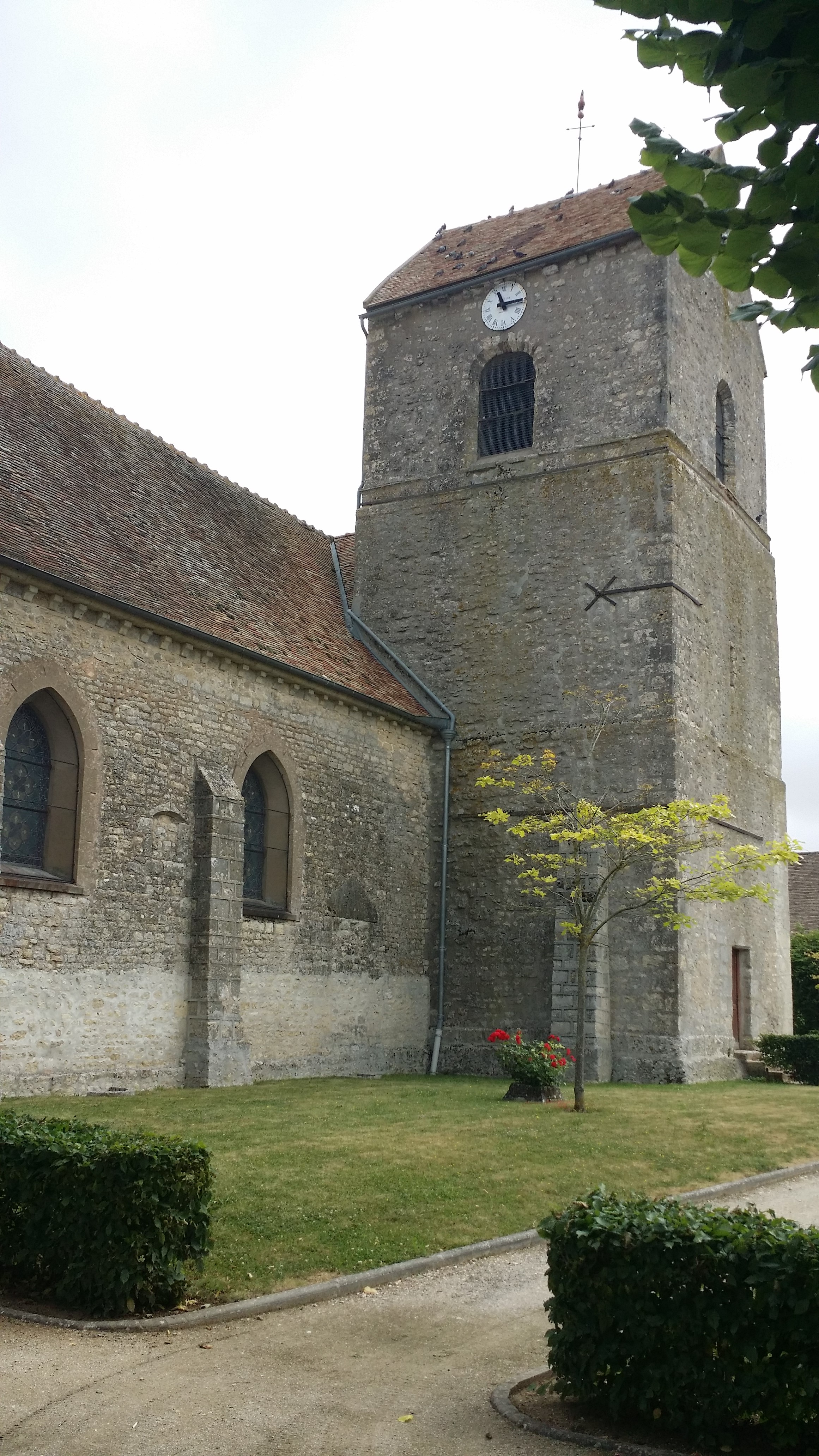
Kirche Saint-Mamert

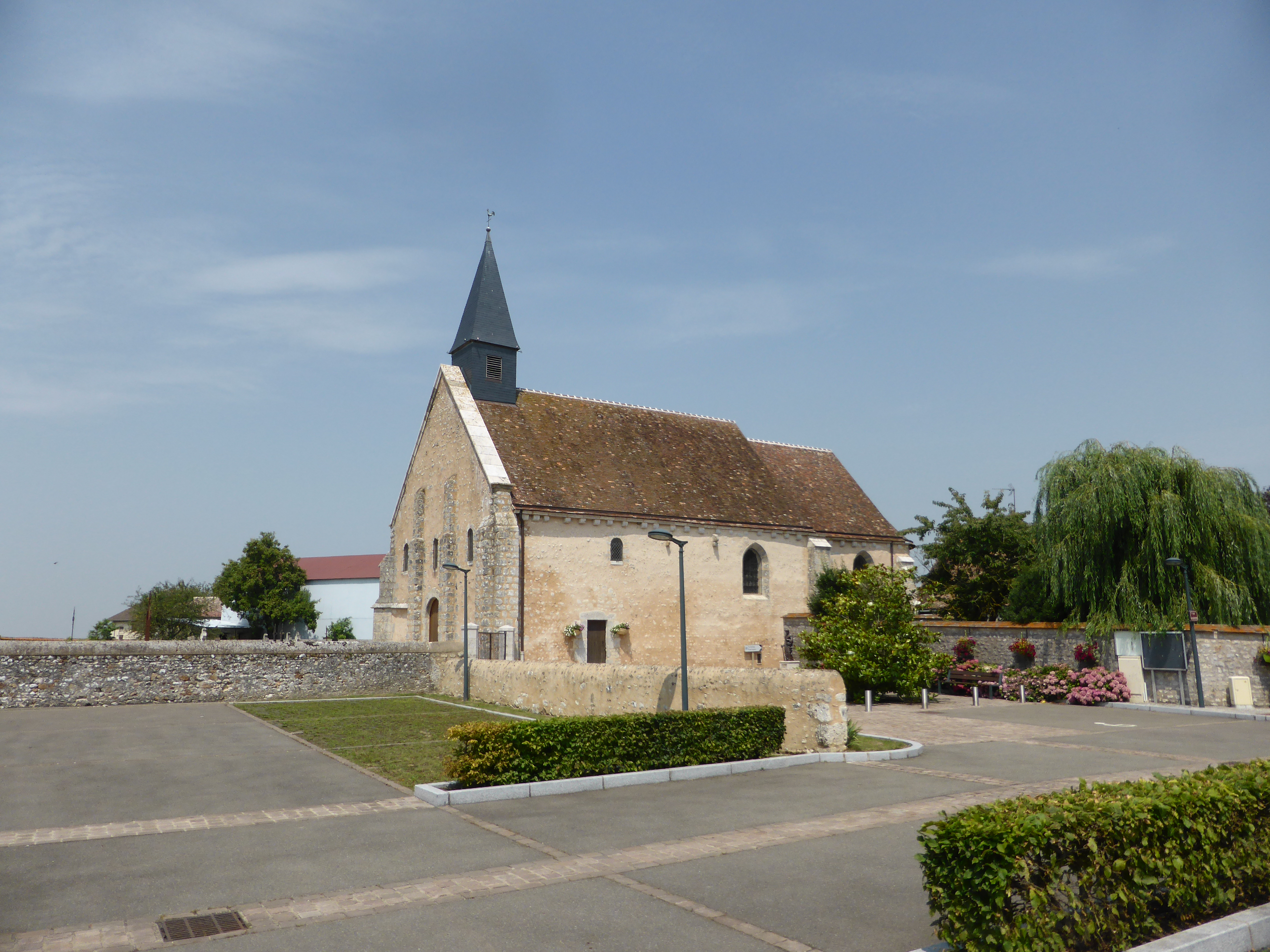
Kirche Saint-Jean-Baptiste

- Kirche Saint-Mamert